# William Axt
William Axt (19 de abril de 1888 - 13 de febrero de 1959) fue un compositor de cine estadounidense, autor de la música de más de 200 películas.

## Biografía
William Axt nació en Nueva York, estudió en Berlín bajo Xaver Scharwenka e hizo su debut estadounidense como conductor de orquesta el 28 de diciembre de 1910. Obtuvo el título de Doctor en Artes Musicales por la Universidad de Chicago en 1922.
Trabajó como director asistente de la Hammerstein Grand Opera Company y fue director musical del Capitol Theatre en Manhattan antes de unirse al departamento de música de la Metro-Goldwyn-Mayer. Algunas de las películas que musicalizó son Avaricia (Greed, 1924), Ben-Hur (1925), Don Juan (1926), Where East Is East (1929), Madame X (1929), Grand Hotel (1932), Cena a las ocho (Dinner at Eight, 1933), La cena de los acusados (The Thin Man, 1934), David Copperfield (1935), Libeled Lady (1936) y Madame Curie (1943).
Axt se retiró de la industria cinematográfica para dedicarse a la cría de ganado y caballos en Laytonville.[cita requerida] Falleció en Ukiah, California, y tuvo al menos un hijo (Edward).